# Никольский сельсовет (Емельяновский район)
Никольский сельсовет - сельское поселение в Емельяновском районе Красноярского края.
Административный центр - село Никольское.

## Население
| 2010 | 2012  | 2013  | 2014  | 2015  | 2016  | 2017  |
| ---- | ----- | ----- | ----- | ----- | ----- | ----- |
| 1344 | ↘1297 | ↘1263 | ↘1239 | ↘1226 | ↘1224 | ↘1199 |

## Состав сельского поселения
В состав сельского поселения входят 8 населённых пунктов:
| № | Населённый пункт | Тип населённого пункта       | Население |
| - | ---------------- | ---------------------------- | --------- |
| 1 | Борлок           | деревня                      | 4         |
| 2 | Вечерницы        | деревня                      | 53        |
| 3 | Гладкое          | деревня                      | 17        |
| 4 | Никольское       | село, административный центр | 1061      |
| 5 | Подолка          | деревня                      | 78        |
| 6 | Раскаты          | деревня                      | 111       |
| 7 | Тыжновка         | деревня                      | 10        |
| 8 | Ясная Поляна     | деревня                      | 10        |

## Местное самоуправление
Никольский сельский Совет депутатов
Дата избрания14.03.2010. Срок полномочий: 5 лет. Количество депутатов: 10
Глава муниципального образования
- Нахаев Александр Николаевич. Дата избрания: 14.03.2010. Срок полномочий: 5 лет